# Pietroasa (gmina Câmpineanca)
Pietroasa – wieś w Rumunii, w okręgu Vrancea, w gminie Câmpineanca. W 2011 roku liczyła 489
mieszkańców.